# ISO 3166-2:LT
ISO 3166-2:LT is een ISO-standaard met betrekking tot de zogenaamde geocodes. Het is een subset van de ISO 3166-2 tabel, die specifiek betrekking heeft op Litouwen. 
De gegevens werden tot op 13 december 2011 geüpdatet op het ISO Online Browsing Platform (OBP). Hier worden gedefinieerd:
- 10 county’s - county (en) / région (fr) / apskritis (lt) –
- 7 stadsgemeenten - city municipality (en) / municipalité de la ville (fr) / miesto savivaldybė (lt) –
- 44 districtsgemeenten - district municipality (en) / municipalité du district (fr) / rajono savivaldybė (lt) –
- 9 gemeenten - municipality (en) / municipalité (fr) / savivaldybė (lt) -.

Volgens de eerste set, ISO 3166-1, staat LT voor Litouwen, het tweede gedeelte is een tweeletterige code.

## Codes
| Code   | Naam                   | Categorie         |
| ------ | ---------------------- | ----------------- |
| LT-01* | Akmenė                 | districtsgemeente |
| LT-AL* | Alytaus apskritis      | county            |
| LT-02* | Alytaus miestas        | stadsgemeente     |
| LT-03* | Alytus                 | districtsgemeente |
| LT-04* | Anykščiai              | districtsgemeente |
| LT-05* | Birštono               | gemeente          |
| LT-06* | Biržai                 | districtsgemeente |
| LT-07* | Druskininkai           | gemeente          |
| LT-08* | Elektrėnai             | gemeente          |
| LT-09* | Ignalina               | districtsgemeente |
| LT-10* | Jonava                 | districtsgemeente |
| LT-11* | Joniškis               | districtsgemeente |
| LT-12* | Jurbarkas              | districtsgemeente |
| LT-13* | Kaišiadorys            | districtsgemeente |
| LT-14* | Kalvarijos             | gemeente          |
| LT-16* | Kaunas                 | districtsgemeente |
| LT-KU* | Kauno apskritis        | county            |
| LT-15* | Kauno miestas          | stadsgemeente     |
| LT-17* | Kazlų Rūdos            | gemeente          |
| LT-18* | Kėdainiai              | districtsgemeente |
| LT-19* | Kelmė                  | districtsgemeente |
| LT-21* | Klaipėda               | districtsgemeente |
| LT-KL* | Klaipėda apskritis     | county            |
| LT-20* | Klaipėdos miestas      | stadsgemeente     |
| LT-22* | Kretinga               | districtsgemeente |
| LT-23* | Kupiškis               | districtsgemeente |
| LT-24* | Lazdijai               | districtsgemeente |
| LT-25* | Marijampolė            | districtsgemeente |
| LT-MR* | Marijampolės apskritis | county            |
| LT-26* | Mažeikiai              | districtsgemeente |
| LT-27* | Molėtai                | districtsgemeente |
| LT-28* | Neringa                | gemeente          |
| LT-29* | Pagėgiai               | gemeente          |
| LT-30* | Pakruojis              | districtsgemeente |
| LT-31* | Palangos miestas       | stadsgemeente     |
| LT-PN* | Panevėžio apskritis    | county            |
| LT-32* | Panevėžio miestas      | stadsgemeente     |
| LT-33* | Panevėžys              | districtsgemeente |
| LT-34* | Pasvalys               | districtsgemeente |
| LT-35* | Plungė                 | districtsgemeente |
| LT-36* | Prienai                | districtsgemeente |
| LT-37* | Radviliškis            | districtsgemeente |
| LT-38* | Raseiniai              | districtsgemeente |
| LT-39* | Rietavo                | gemeente          |
| LT-40* | Rokiškis               | districtsgemeente |
| LT-41* | Šakiai                 | districtsgemeente |
| LT-42* | Šalčininkai            | districtsgemeente |
| LT-44* | Šiauliai               | districtsgemeente |
| LT-SA* | Šiaulių apskritis      | county            |
| LT-43* | Šiaulių miestas        | stadsgemeente     |
| LT-45* | Šilalė                 | districtsgemeente |
| LT-46* | Šilutė                 | districtsgemeente |
| LT-47* | Širvintos              | districtsgemeente |
| LT-48* | Skuodas                | districtsgemeente |
| LT-49* | Švenčionys             | districtsgemeente |
| LT-50* | Tauragė                | districtsgemeente |
| LT-TA* | Tauragės apskritis     | county            |
| LT-51* | Telšiai                | districtsgemeente |
| LT-TE* | Telšių apskritis       | county            |
| LT-52* | Trakai                 | districtsgemeente |
| LT-53* | Ukmergė                | districtsgemeente |
| LT-54* | Utena                  | districtsgemeente |
| LT-UT* | Utenos apskritis       | county            |
| LT-55* | Varėna                 | districtsgemeente |
| LT-56* | Vilkaviškis            | districtsgemeente |
| LT-VL* | Vilniaus apskritis     | county            |
| LT-57* | Vilniaus miestas       | stadsgemeente     |
| LT-58* | Vilnius                | districtsgemeente |
| LT-59* | Visaginas              | gemeente          |
| LT-60* | Zarasai                | districtsgemeente |